# Games for Windows — Live
Games for Windows — LIVE — бесплатный игровой онлайн-сервис для Windows, как и Xbox Live, ориентированный на сетевую игру. Он позволял пользователям ПК соединяться со всеми устройствами, поддерживающими Windows Live, в том числе Windows Mobile и Zune. Пользователь при регистрации получал уникальный тег игрока Gamertag, который совместим с Xbox Live, и дает возможность играть онлайн, следить за статусами друзей, принимать и отправлять сообщения, коллекционировать достижения. Кроме того, существует кросс-платформенный голосовой чат. В некоторых играх (например, Shadowrun) игроки на ПК могли играть совместно с игроками на Xbox 360.
В 2018 году магазин перестал функционировать, несмотря на то, что существующие покупки должны были оставаться доступными для загрузки.
Преемником Games for Windows теперь является Microsoft Store, который позволяет игрокам на компьютере использовать функции сети Xbox и играть в различные игры Xbox без наличия консоли.

## Основные возможности
- Кроссплатформенная игра между пользователями Xbox 360 и Windows в некоторых играх[3]
- Автоматическое обновление игр
- Единая идентификация
- Система профилей игроков
- Система достижений (Achievements) и связанная с ней система Gamerscore
- Магазин игр и дополнений Games on Demand

## Games on Demand
15 декабря 2009 года Microsoft запустила Games on Demand, сервис цифровой дистрибуции игр, таких как Resident Evil 5 и Battlestations: Pacific. Также доступны аркадные игры, например, бесплатная игра Microsoft Tinker, а также хорошо известные World of Goo и Osmos.
24 марта 2010 состоялся запуск Game Room, бесплатного приложения, позволяющего играть в старые игры, которые вышли в 1980-х годах на игровых автоматах и консолях Atari 2600 и Intellivision.

## Критика
Games for Windows — LIVE заработала неоднозначную репутацию у игроков. Среди пользователей часто встречались жалобы в плане удобства, скорости и надежности работы сервиса. Так, например, 13 апреля 2012 года фанаты видеоигры Dark Souls организовали сбор подписей для отмены выше названного сервиса в PC-версии игры. Своё предложение они аргументировали тем, что Games for Windows — LIVE — «непопулярен, сложный в использовании, неудобный и с ужасной поддержкой сетевой игры».
19 августа 2013 года было анонсировано прекращение функционирования сервиса Games for Windows — LIVE с 1 июля 2014 года. Многих игроков стал волновать тот факт, что после закрытия они не смогут воспользоваться онлайн составляющей игр, которые поддерживают данный сервис. Позже Microsoft заявила, что продолжит поддержку Games for Windows — LIVE. Несмотря на то, что Marketplace был закрыт, а возможность приобретения там игр была отключена, пользователи и дальше смогут скачивать уже купленные игры, правда, без всех вышедших обновлений.

## Список игр, поддерживаемых сервисом
- Age of Empires Online (Распространяется бесплатно)
- Australian Rules Football
- Battlestations: Pacific
- Battle vs Chess
- Blacklight: Tango Down (только через Games on Demand)
- BlazBlue: Calamity Trigger
- Bulletstorm
- Colin McRae: DiRT 2
- Crash Time 4: The Syndicate (Игра вышла только в Германии)
- Dark Void (только через Games on Demand)
- Dead Rising 2
- Dead Rising 2: Off The Record
- Fable 3
- Fallout 3[12]
- FlatOut: Ultimate Carnage
- Flowerz
- F1 2010
- F1 2011
- Fuel
- Game Room (Распространяется бесплатно, только через Games on Demand)
- CarneyVale: Showtime (только через Games on Demand)
- Gears of War
- Gotham City Impostors
- Halo 2
- Hour of Victory
- Juiced 2
- Kane & Lynch: Смертники[13]
- Legend of the Galactic Heroes (игра вышла только в Японии)
- Lost Planet: Extreme Condition Colonies Edition
- Lost Planet 2
- Mahjong Wisdom (только через Games on Demand)
- Microsoft Flight (распространяется бесплатно, только через Games on Demand)
- Mortal Kombat Arcade Kollection
- Osmos (только через Games on Demand)
- Operation Flashpoint: Red River
- 007: Квант милосердия
- Red Faction: Guerrilla
- Section 8
- Section 8: Prejudice
- Shadowrun
- Star Wars: The Clone Wars – Republic Heroes
- Stormrise
- Street Fighter IV
- Street Fighter X Tekken
- Super Street Fighter IV Arcade Edition
- The Club
- Tinker (только через Games on Demand)
- Toy Soldiers
- Трон: Эволюция
- Universe at War: Earth Assault
- Vancouver 2010
- Viva Piñata (В России игра не выпускалась)
- Virtua Tennis 4
- Warhammer 40,000: Dawn of War II
- Warhammer 40,000: Dawn of War II – Chaos Rising
- Where's Waldo? (только через Games on Demand)
- World of Goo (только через Games on Demand)